# 潘征
潘征（1957年10月—），男，汉族，福建福州人，中华人民共和国政治人物，曾任福建省人大常委会副主任、党组成员。